# Dichagyris elvendi
Dichagyris elvendi là một loài bướm đêm trong họ Noctuidae.